# 梳士巴利侯爵
索爾斯伯利侯爵（英語：Marquess of Salisbury）為一大不列顛貴族爵位，由喬治三世於1789年授予第七代索爾斯伯利伯爵。歷代索爾斯伯利侯爵均活躍在英國政壇，第三代侯爵羅伯特·蓋斯科因-塞西爾更曾三度出任首相一職。

## 背景
塞西爾家族的來源可以追溯到羅伯特·塞西爾，第一代伯利男爵威廉·塞西爾之子。羅伯特的同父異母長兄、第二代伯利男爵托馬斯·塞西爾，在1605年獲加封埃克塞特伯爵，為衆埃克塞特侯爵之先祖。羅伯特曾在伊麗莎白一世及詹姆士一世治下擔任國務大臣、財政大臣、掌璽大臣和蘭開斯特公爵領地事務大臣等要職，並在1603年協助時為蘇格蘭國王的詹姆士在伊麗莎白死後順利繼承英格蘭王位。英格蘭、蘇格蘭和愛爾蘭遂成爲一共主邦聯，直至1707年。因羅伯特促使詹姆士順利登基之功，他在1603年獲詹姆士封為在拉特蘭郡埃森代恩的塞西爾男爵，更在翌年獲加封為克蘭伯恩子爵，及在1605年再獲加封為索爾茲伯里伯爵。全部爵位均屬於英格蘭貴族。
第二代伯爵在1612年繼承其父親之爵位。他曾代表韋茅斯選區出任下議院議員，並曾出任恩給紳士隊隊長及赫特福德郡和多塞特郡郡尉。他的曾孫，第四代伯爵改信天主教，並因在1688年的光榮革命中支持出走的詹姆斯二世而在1689年被下議院控以大逆罪。不過他在1690年獲赦免，而爵位則在1694年第四代伯爵死後由其兒子，第五代伯爵繼承。第五代伯爵曾在1712年至1714年擔任赫特福德郡郡尉。

## 歷史

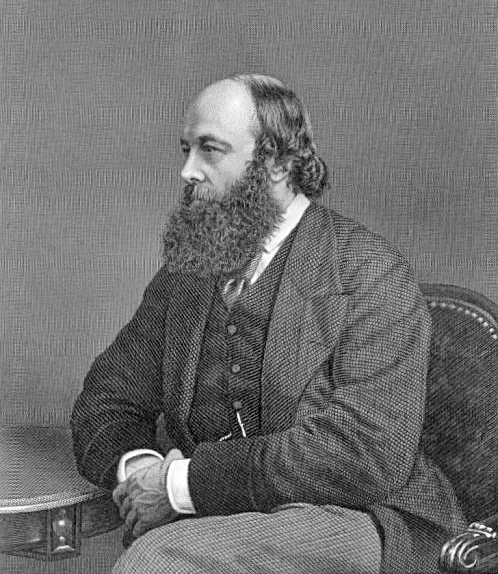
第三代索爾斯伯利侯爵羅伯特·蓋斯科因-塞西爾

第七代伯爵是一位政治家，並曾於1783年至1804年間擔任宮務大臣。他在1789年獲喬治三世封為隸屬於大不列顛貴族的索爾斯伯利侯爵。其長子，第二代侯爵詹姆斯·塞西爾，為保守黨政治家，曾擔任樞密院議長和掌璽大臣。詹姆斯在1821年娶法蘭西絲·瑪麗·蓋斯科因為妻，並於同年將其姓由「塞西爾」改爲「蓋斯科因-塞西爾」。
第二代侯爵之爵位在1868年由其三子羅伯特繼承，是爲第三代侯爵。第三代侯爵曾經在1885年至1886年，1886年至1892年，及1895年至1902年三度出任英國首相，也曾四度出任外交大臣。其擔任首相時大英帝國正處於鼎盛時期，而他所秉持之「光榮孤立」政策則避免英國被捲入歐洲大陸的内部紛爭。第三代侯爵是迄今最後一名身兼上議院議員的首相，他曾在1886年和1892年兩度獲維多利亞女皇提議加封為公爵，但都被他以「難以負荷公爵應有的生活開支」為由拒絕。
第三代侯爵之長子詹姆斯在1903年繼承爵位，是爲第四代侯爵。第四代侯爵也是一保守黨政治家，曾出任掌璽大臣、貿易委員會主席、蘭開斯特公爵領地事務大臣和上議院領袖。如同其父親詹姆斯為保守黨中的强硬派，極力反對自由黨政府提出的人民預算及《1911年國會法令》。
第四代侯爵之長子，羅伯特也是保守黨政治家，他在1941年通過遞進令狀（英語：Writ of Acceleration）方式以「塞西爾男爵」頭銜被召至上議院議事，並於1947年繼承侯爵爵位。第五代侯爵曾任財政部主計長、自治領大臣、殖民地大臣、掌璽大臣和上議院領袖。雖然第五代侯爵反對艾德禮政府提出的《1949年國會法令》，但他也曾提出「梳士巴利慣例」以規範上議院與下議院的關係。
第五代侯爵之長子羅伯特在1972年繼承爵位。相比起其祖先，第六代侯爵並不熱衷於政治，只是在1950年至1954年間代表西伯恩茅斯出任下議院議員。第六代侯爵之長子羅伯特在2003年繼承爵位，他在1979年至1987年間代表南多塞特出任下議院議員，並在1992年通過遞進令狀方式以「塞西爾男爵」頭銜被召至上議院議事。在约翰·梅杰政府内塞西爾勳爵曾擔任掌璽大臣和上議院領袖，並在1997年大選後繼續出任上議院反對黨領袖。他在1999年與工黨政府談判，促使《1999年上議院法令》順利通過。在同年他和其他歷任上議院領袖均獲封終身貴族以確保他們能繼續在上議院議事，他所獲封的爵位是在拉特蘭郡阿辛頓的蓋斯科因-塞西爾男爵，屬於聯合王國貴族。
其他塞西爾家族成員也是身世顯赫。第二代侯爵之四子，尤斯提·塞西爾勳爵是陸軍中校，曾任下議院議員；他的兒子伊夫林·塞西爾是保守黨政治家，在1934年獲封為羅克利男爵。埃克塞特主教威廉·蓋斯科因-塞西爾、第一代切爾伍德的塞西爾子爵羅伯特·塞西爾、愛德華·塞西爾和第一代奎克斯伍德男爵休·塞西爾均是第三代侯爵的幼子。第四代侯爵之二子，大衛·塞西爾是牛津大學的英國文學教授，也是迹象文学社的一員。第二代侯爵之女，布蘭奇·蓋斯科因-塞西爾，更是首相阿瑟·貝爾福之母。
侯爵的府邸是位於赫特福德郡哈特菲尔德的哈特菲爾德莊園和多塞特郡克蘭伯恩的克蘭伯恩大宅。家族的主要安葬地為在哈特菲尔德聖埃塞德麗達教堂中的梳士巴利小聖堂。
除了第六代侯爵外，歷代侯爵均是嘉德勳章的騎士成員。最近獲封的第七代侯爵是在2019年2月27日獲封。

## 紋章
|  | 冠冕侯爵冠冕 飾章左：六支金色箭矢呈X字狀，箭頭向下帶有倒刺，箭尾帶箭羽，被紅皮帶束在一起。紅皮帶的扣和装饰均爲金色。置於箭矢之上為一原色莫里恩頭盔（塞西爾）；右：一個金色鰻魚魚頭，直立，頸部有裂紋，魚頭中置一貂皮斑紋（蓋斯科因）。 盾紋四等分——第一和第四分區：十條銀藍相間橫紋，上置六個黑色小紋章，以倒三角狀排列，小紋章中為一銀獅躍立，分區頂為一紅新月（塞西爾）；第二和第三分區：銀底，中間一黑色直條，直條内為一金色鰻魚魚頭，魚頭直立，頸部有裂紋，魚頭中置一貂皮斑紋（蓋斯科因）。 扶盾者左右均爲一貂皮斑紋獅子，躍立 銘言SERO SED SERIO |

## 索爾斯伯利伯爵（1605年）
- 第一代索爾茲伯里伯爵羅伯特·塞西爾（1563年—1612年）
- 第二代索爾茲伯里伯爵威廉·塞西爾（英语：William Cecil, 2nd Earl of Salisbury）（1591年—1668年）
- 第三代索爾茲伯里伯爵詹姆斯·塞西爾（英语：James Cecil, 3rd Earl of Salisbury）（1648年—1683年）
- 第四代索爾茲伯里伯爵詹姆斯·塞西爾（英语：James Cecil, 4th Earl of Salisbury）（1666年—1694年）
- 第五代索爾茲伯里伯爵詹姆斯·塞西爾（英语：James Cecil, 5th Earl of Salisbury）（1691年—1728年）
- 第六代索爾茲伯里伯爵詹姆斯·塞西爾（英语：James Cecil, 6th Earl of Salisbury）（1713年—1780年）
- 第七代索爾茲伯里伯爵詹姆斯·塞西爾（英语：James Cecil, 1st Marquess of Salisbury）（1748年—1823年）（於1789年獲封為索爾茲伯里侯爵）

## 索爾斯伯利侯爵（1789年）
- 第一代索爾茲伯里侯爵詹姆斯·塞西爾（英语：James Cecil, 1st Marquess of Salisbury）（1748年—1823年）
- 第二代索爾茲伯里侯爵詹姆斯·布朗洛·威廉·蓋斯科因-塞西爾（英语：James Gascoyne-Cecil, 2nd Marquess of Salisbury）（1791年—1868年）
- 第三代梳士巴利侯爵羅伯特·阿瑟·塔爾博特·蓋斯科因-塞西爾（1830年—1903年）
- 第四代梳士巴利侯爵詹姆斯·愛德華·休伯特·蓋斯科因-塞西爾（1861年—1947年）
- 第五代梳士巴利侯爵羅伯特·阿瑟·詹姆斯·蓋斯科因-塞西爾（英语：Robert Gascoyne-Cecil, 5th Marquess of Salisbury）（1893年—1972年）
- 第六代梳士巴利侯爵羅伯特·愛德華·彼特·塞西爾·蓋斯科因-塞西爾（英语：Robert Gascoyne-Cecil, 6th Marquess of Salisbury）（1916年—2003年）
- 第七代梳士巴利侯爵羅伯特·米高·詹姆斯·蓋斯科因-塞西爾（英语：Robert Gascoyne-Cecil, 7th Marquess of Salisbury）（1946年生）

爵位的法定繼承人為第七代侯爵之子，克蘭伯恩子爵羅伯特·愛德華·威廉·蓋斯科因-塞西爾（1970年生）。